# Ludwik Anders
Ludwik Anders (ur. 25 października 1854 w Warszawie, zm. 11 lutego 1920) – polski fotograf, lekarz pediatra. Prezes Zarządu (Komitetu) Towarzystwa Fotograficznego Warszawskiego. Prezes Zarządu Polskiego Towarzystwa Miłośników Fotografii. Redaktor prowadzący miesięcznika Fotograf Warszawski. Członek Towarzystwa Lekarskiego Warszawskiego. Członek Polskiego Towarzystwa Pediatrycznego.

## Życiorys
Dr Ludwik Anders ukończył studia medyczne w Warszawie (dyplom lekarski w 1876 roku), mieszkał i pracował w Warszawie. W latach 1885–1895 był ordynatorem w Domu Podrzutków im. ks. Boduena w Warszawie. Od 1895 był pomocnikiem lekarza naczelnego w Szpitalu Dzieciątka Jezus w Warszawie. Był jednym z wydawców „Gazety Lekarskiej” oraz współredaktorem „Przeglądu Pediatrycznego”. 
Związany z warszawskim środowiskiem fotograficznym aktywnie uczestniczył w pracach Towarzystwa Fotograficznego Warszawskiego. W 1903 roku objął funkcję prezesa Zarządu (Komitetu) ówczesnego Towarzystwa Fotograficznego Warszawskiego, późniejszego (od 1907) Polskiego Towarzystwa Miłośników Fotografii. Był prezesem Zarządu do końca istnienia PTMF, którego działalność przerwała I wojna światowa w 1914. Od 1904 był wydawcą nowo powstałego miesięcznika Fotograf Warszawski, którego był równocześnie redaktorem prowadzącym – do końca istnienia pisma w 1914 roku.
Ludwik Anders wspomagał finansowo działalność Towarzystwa Fotograficznego Warszawskiego i Polskiego Towarzystwa Miłośników Fotografii. Finansował działalność i funkcjonowanie nowej siedziby Towarzystwa Fotograficznego Warszawskiego – otworzonej w 1905 roku w budynku Stowarzyszenia Techników przy ulicy Włodzimierskiej.
Ludwik Anders  zmarł 11 lutego 1920, pochowany na cmentarzu ewangelicko-augsburskim w Warszawie, przy ulicy Młynarskiej (aleja 2, grób 20).

## Rodzina
Ludwik Anders był synem Ludwika Andersa (1823–1884) i Pauliny z Weytów (1831–1919). W 1870? ożenił się z Anielą z Hochów (1858–1908).